# معهد الفنون في سان فرانسيسكو

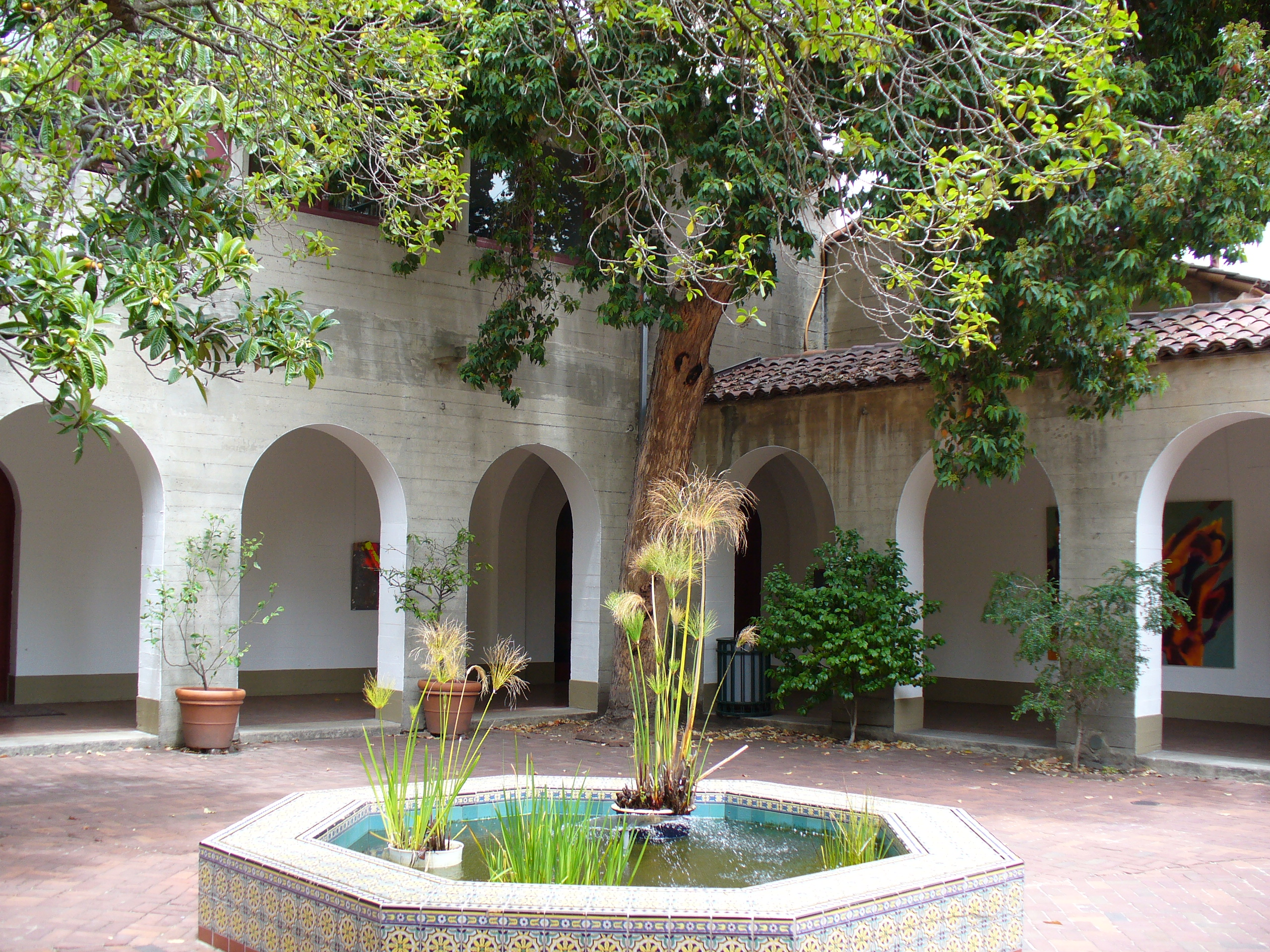
معهد الفنون في سان فرانسيسكو

معهد الفنون في سان فرانسيسكو (بالإنجليزية: San Francisco Art Institute) هي كلية خاصة غير ربحية للفن المعاصر تأسست في 1871 وتوجد في الحرم الجامعي الرئيسي في حي الروسية في هيل سان فرانسيسكو، كاليفورنيا.

## روابط خارجية
- الموقع الرسمي لمعهد الفنون في سان فرانسيسكو